# Blyth-seregély
A Blyth-seregély (Sturnia blythii) a madarak osztályának verébalakúak (Passeriformes) rendjébe és a seregélyfélék (Sturnidae) családjába tartozó faj.

## Rendszerezése
A fajt Thomas C. Jerdon brit zoológus írta le 1845-ben, a Pastor nembe Pastor blythii néven. Sorolták a szürkefejű seregély (Sturnia malabarica) alfajaként Sturnia malabarica blythii néven, de szerepelt a Sturnus nemben Sturnus blythii néven is.

## Előfordulása
India délnyugati részén honos.

## Természetvédelmi helyzete
Az elterjedési területe nagy. A Természetvédelmi Világszövetség Vörös listáján nem szerepel.